# Rescriptum ex audientia
En el derecho canónico se entienden por rescripta ex audientia Sanctissimi (en adelante REAS) las resoluciones del romano pontífice concedidas de viva voz a autoridades de la Curia Romana, que posteriormente son documentadas y firmadas por el eclesiástico – normalmente se tratará de un cardenal - recibido en audiencia por el Papa.

## Concepto
Estos actos pontificios no son verdaderos y propios rescriptos, sino el modo de hacer constar documentalmente una resolución oral del sumo pontífice, y contienen una certificación cardenalicia válida a efectos de prueba, aplicándose, en última instancia, lo establecido en el canon 74 del Código de Derecho Canónico vigente. 
En otras palabras: son testimonios cardenalicios, con valor de prueba plena, de una disposición oral del Papa. 
En general los REAS son utilizados para dar respuesta a una solicitud o para conceder un privilegio o dispensa, aunque en no pocas ocasiones contienen verdaderas normas generales. 
El REAS se relaciona con: 
- El rescripto, que es el acto administrativo canónico emitido por escrito, por el cual se concede un privilegio,[3] una dispensa u otra gracia, a petición del interesado.[4] (ver el canon 59 del código de derecho canónico)

- El Oraculum vivae vocis, que es un tipo de resoluciones o concesiones realizadas por la autoridad competente de modo oral a las que, según el §2 del c. 59, les son aplicables las normas sobre los rescriptos, salvo que conste otra cosa.

El rescriptum ex audientia es una resolución oral del Papa transcrita que en muchos casos puede responder a una petición. Por eso, pueden considerarse rescriptos en un sentido impropio. 
En realidad, se mantiene el uso de la misma denominación latina de rescriptum en la praxis de la Curia Romana, pero estos son portadores de disposiciones de distinto carácter. 
La disposición oral que el sumo pontífice otorga al correspondiente dicasterio de la Curia Romana, y que viene formalizada por escrito a efectos de prueba, tiene validez para terceras personas, es decir, no queda circunscrito al ámbito interno de la administración eclesiástica. 
La decisión registrada puede tener un contenido muy variado: algunos dan respuesta a una solicitud o conceden un privilegio, dispensa, e incluso otros contienen verdaderas normas generales. 
Similares a los REAS existen otros documentos cardenalicios para dar testimonio -prueba plena- de un acto del romano pontífice, como por ejemplo las litterae ex audientia, por la que el correspondiente cardenal comunica, también a efectos de prueba, el acto del Papa.

## Algunos ejemplos
- Rescriptum ex audientia SS.mi quo ambitus cognitionis Officii Laboris apud Sedem Apostolicam ad Urbis Vicariatus Administrationem extenditur, 23 de marzo de 1995, AAS 87 (1995), p. 523;
- Rescriptum ex audientia SS.mi quo in duobus legum textibus mendae quaedam corriguntur, 12 de mayo de 1995, AAS 87 (1995), p. 588;
- Rescriptum ex audientia SS.mi: norme per la liquidazione e la revisione degli articoli 11 e 24 del regolamento delle pensioni, 8 de noviembre de 1997, AAS 89 (1997), p. 796;
- Rescriptum ex audientia SS.mi quo ordinatio generalis Romanae Curiae foras datur, 15 de abril de 1999, AAS 91 (1999), p. 629;
- Rescriptum ex audientia SS.mi: norme sugli scatti biennali di anzianità, 15 de marzo de 2004, AAS 96 (2004), p. 196.
- Un ejemplo de carta ex audientia: carta del card. Sebastiano Baggio a mons. Álvaro del Portillo del 17 de enero de 1983, sobre las prelaturas personales.[6]
- Rescriptum ex audientia Ss.mi sobre la renuncia de los obispos diocesanos y de los titulares de oficios de nombramiento pontificio, de 3 de noviembre de 2014

## Conclusión
Los REAS son verdaderos actos pontificios que contienen resoluciones orales del romano pontífice concedidas a los dicasterios de la Curia Romana, donde éstas quedan reflejadas por escrito y firmadas por el correspondiente cardenal o autoridad superior en un dicasterio a efectos de constatación y prueba. El superior del dicasterio o cardenal actúa en este caso, a título de verdadero notario. Por ello, en tanto que son actos pontificios, poseen la naturaleza jurídica de testimonios auténticos de las decisiones jurídicas adoptadas, es decir, tienen naturaleza probatoria de lo dispositivo. Esta figura comparte la terminología del rescriptum, o acto administrativo conocido como rescripto regulado en el CIC en el c. 59 §1 y en los cánones siguientes, pero se acerca más al oráculo de viva voz, pues es una resolución oral que resulta posteriormente registrada. El contenido de esta resolución es muy variado y no excluye disposiciones de carácter general. También se ha utilizado como medio para sanar, confirmar u otorgar mayor alcance a determinados actos de los órganos de la Curia.